# Classe ATC L
La classe ATC L, dénommée « Antinéoplasiques et immunomodulateurs », est un groupe anatomique de la classification anatomique, thérapeutique et chimique, développée par l'OMS pour classer les médicaments et autres produits médicaux. La classe ATC vétérinaire correspondante dans la classification ATCvet est QL. Le groupe présenté ici est celui établi par l'OMS, et peut donc différer des versions dérivées utilisées dans certains pays.

## L Agents antinéoplasiques et immunomodulants
L01 Agents antinéoplasiques
L02 Thérapie endocrine
L03 Immunostimulants
L04 Agents immunosuppresseurs